# سفارة الولايات المتحدة في إستونيا
سفارة الولايات المتحدة في إستونيا هي أرفع تمثيل دبلوماسي لدولة الولايات المتحدة لدى إستونيا. تقع السفارة في Tallinn City ‏ وهي تهدف لتعزيز المصالح الأمريكية في إستونيا.

## وصلات خارجية
- قائمة سفارات الولايات المتحدة
- قائمة السفارات في إستونيا